# Jasper ter Heide
Jasper ter Heide (Amsterdam, 29 marzo 1999) è un calciatore olandese, difensore dell'ODIN '59.

## Carriera

### Club
Cresciuto nel settore giovanile dell'Ajax, debutta fra i professionisti il 17 agosto 2018 giocando con la squadra B l'incontro di Eerste Divisie perso 2-1 contro il Roda JC.
Nel 2020 viene acquistato a titolo definitivo dal Cambuur, con cui nella sua prima stagione in squadra vince la seconda divisione olandese.

### Nazionale
Ha giocato nelle nazionali giovanili olandesi Under-16 ed Under-19.

## Statistiche
Statistiche aggiornate al 31 ottobre 2021.

### Presenze e reti nei club
| Stagione        | Squadra         | Campionato      | Campionato | Campionato | Coppe nazionali | Coppe nazionali | Coppe nazionali | Coppe continentali | Coppe continentali | Coppe continentali | Altre coppe | Altre coppe | Altre coppe | Totale | Totale | Totale |
| Stagione        | Squadra         | Comp            | Pres       | Reti       | Comp            | Pres            | Reti            | Comp               | Pres               | Reti               | Comp        | Pres        | Reti        | Pres   | Reti   |        |
| --------------- | --------------- | --------------- | ---------- | ---------- | --------------- | --------------- | --------------- | ------------------ | ------------------ | ------------------ | ----------- | ----------- | ----------- | ------ | ------ | ------ |
| 2018-2019       | Jong Ajax       | 1D              | 15         | 1          |                 | -               | -               |                    | -                  | -                  |             | -           | -           | 15     | 1      |        |
| 2019-2020       | Jong Ajax       | 1D              | 16         | 1          |                 | -               | -               |                    | -                  | -                  |             | -           | -           | 16     | 1      |        |
| 2020-2021       | Cambuur         | 1D              | 24         | 0          | CO              | 2               | 0               |                    | -                  | -                  |             | -           | -           | 26     | 0      |        |
| 2021-2022       | Cambuur         | ED              | 4          | 0          | CO              | 0               | 0               |                    | -                  | -                  |             | -           | -           | 4      | 0      |        |
| Totale carriera | Totale carriera | Totale carriera | 59         | 2          |                 | 2               | 0               |                    | -                  | -                  |             | -           | -           | 61     | 2      |        |